# Šachty
Šachty (rusky Ша́хты) jsou město v Rostovské oblasti Ruské federace. Při sčítání lidu v roce 2010 měly bezmála čtvrt miliónu obyvatel a byly tak třetím největším městem oblasti po Rostově na Donu a Taganrogu.

## Poloha
Šachty leží v jižní části Východoevropské roviny, v jihovýchodním cípu Doněcké vysočiny, v nadmořské výšce přibližně 100 metrů. Od Rostova na Donu jsou vzdáleny přibližně 75 kilometrů na severovýchod. Nejbližší města jsou Krasnyj Sulin přibližně dvacet kilometrů na severozápad a Novošachtinsk dvacet kilometrů na západ.

## Dějiny
Rozvoj města je spjat s těžbou uhlí. V roce 1867, kdy se stalo městem s jménem Gornoje Gruševskoje (Горное Грушевское) už zde byly v provozu desítky dolů. V roce 1881 bylo přejmenováno na Alexandrovsk-Gruševskij (Александровск-Грушевский) k poctě zabitého cara Alexandra II. Nikolajeviče. Od roku 1921 se jmenuje Šachty.
Koncem v sedmdesátých a osmdesátých letech 20. století zde působil sériový vrah Andrej Romanovič Čikatilo.

### Rodáci
- Vladimir Alexejevič Lotarjov (1914–1994), konstruktér proudových motorů
- Ljudmila Andrejevna Kondraťjevová (*1958), běžkyně
- Marina Viktorovna Logviněnková (*1961), sportovní střelkyně
- Viktor Nikolajevič Tregubov (*1965), vzpěrač
- Andrej Alexandrovič Silnov (*1984), skokan do výšky

## Doprava
Přes Šachty vede evropská silnice E50 z Brestu do Machačkaly.
V letech 1932–2001 měly Šachty síť tramvajové dopravy a v letech 1975–2007 síť trolejbusové dopravy.